# Rüdiger Skoczowsky
Rüdiger Skoczowsky ist ein deutscher Popsänger, der durch die Casting-Show The Voice of Germany bekannt wurde.

## Biografie
Skoczowsky stammt aus Pulheim bei Köln und sang im Chor seit er acht Jahre alt war. 2009 ging er für ein Gesangsstudium nach Hamburg. Er bewarb sich 2011 bei der Castingshow The Voice of Germany. Bei den Blind Auditions schaffte er den Sprung in das Team von Xavier Naidoo und überstand die Battle Round mit einer Darbietung von What a Wonderful World. Obwohl er von Naidoo besonders gelobt worden war, wurde er in der ersten Gruppenrunde weder vom Publikum noch von seinem Coach weitergewählt und schied aus. Seine Version von Without You von David Guetta schaffte es anschließend auf Platz 80 der deutschen Charts.
Im Sommer 2012 war Skoczowsky zusammen mit Katja Friedenberg (die ebenfalls bei The Voice of Germany teilnahm) im Hintergrund bei Xavas und deren Single Schau nicht mehr zurück zu hören. Die Single gewann den Bundesvision Song Contest 2012, platzierte sich auf Position zwei der deutschen Singlecharts und wurde mit einer Goldenen Schallplatte ausgezeichnet. Im Herbst 2012 sang er beim „Jahrhundertspiel“ zwischen ehemaligen Fußballnationalspielern aus Deutschland und Italien die deutsche Nationalhymne. Außerdem nahm er an Naidoos Projekt Sing um dein Leben teil. Das Lied Du bist da für mich, bei dem er mit zusammen mit Giovanni Costello die Hauptstimme sang, war in den Charts das erfolgreichste Lied des Projekts. 2017 wirkte er als Stimmtrainer in der Musikshow Xaviers Wunschkonzert Live mit.

## Diskografie
Lieder
- Without You (2012)

Gastbeiträge
- Schau nicht mehr zurück von Xavas (2012)
- Jetzt schwebt los von Der Xer (2014)
- König und Königin von Der Xer (2014)